# Ulrich Roth
Ulrich Roth, også kendt som Uli Jon Roth (født 18. december 1954 i Düsseldorf, Tyskland), er en tysk guitarist og er en af de første bidragsydere til genren Neo-klassisk metal.

## Udvikling
I starten havde han sine rødder i bluesen, men med tiden begyndte han at udvikle en guitarstil, som var baseret på klassiske temaer. Roth har dog altid spillet meget melodisk.
Han regnes den dag i dag for at være morfar til det ny-klassiske guitarspil. En spillestil og teknik som han udviklede i slutningen af 1970'erne, og som har inspireret nyere guitarister som: Yngwie Malmsteen, Steve Vai, Joe Satriani og Eddie Van Halen.

## Karriere
Han dannede i starten af 70'erne gruppen "Dawn Road" med Francis Buchholz (Bas), Jurgen Rosenthal (Trommer) og Achim Kirschning (Keyboard), som spillede blues-baseret psykedelisk rock. 

### Scorpions
Hele gruppen kom i 1973 med i Scorpions, da denne havde mistet både sin leadguitarist, bassist og trommeslager. De var enige om at kalde sig "Scorpions", da de allerede havde indspillet deres debut-plade "Lonesome Crow" året inden.
Ulrich Roth medvirkede på de fire efterfølgende studiealbums: Fly To The Rainbow (1974), In Trance (1975), Virgin Killer (1976) og Taken by Force (1977) samt livealbummet: Tokyo Tapes (1978) før han gik ud af Scorpions for at danne sit eget band: "Electric sun".

#### Musikalsk uenighed
Lige fra starten var der en musikalsk uenighed mellem Roth og Scorpions's stifter Rudolf Schenker (rytmeguitar), som begge skrev musik i bandet. Schenkers sange var mere kommercielle, mens Roth havde en kraftig hang til Jimi Hendrix. Desuden brød Roth sig heller ikke om Schenkers lyd fra sin Gibson Flying V, da Roth selv spillede på den klassiske Fender Stratocaster.
Det blev til at Schenker ikke spillede med på Roths sange i studiet, men kun live. 

#### Popularitet
Gruppens popularitet voksede op gennem 1970'erne og de slog igennem med albummet "Virgin killer" fra 1976. Dette år vandt Roth desuden prisen som årets guitarist i Tyskland, takket være sine anstrengelser på blandt andet numret "Catch your train", der bekræftede Roth for værende en teknisk dygtig guitarist. Dette år fik Roth sin store drøm opfyldt. Under "Virgin Killer"-turneen mødte han Jimi Hendrixes tyske ex-forlovede, Monika Dannemann. 

#### Opbrud
Efter mødet med hende ønskede han ikke længere at være en del af Scorpions. Han indspillede et sidste album og medvirkede på den efterfølgende turne med dem, men så var det også slut. Denne beslutning har klart været det bedste for begge parter. Scorpions blev verdensberømte og Roth havde fuldstændig musikalsk frihed på sine soloalbums som i starten var rockmusik, men efterhånden som hans guitarspil udviklede sig til at være ret inspireret af klassisk musik, gik han med tiden også mod denne genre som komponist.

### Electric Sun
Uli Jon Roth, som han kaldte sig efter sin udgang af Scorpions dannede i 1978 sin egen gruppe Electric Sun. Foruden ham selv bestod gruppen af Ule Ritgen (Bas) og Clive Edwards (Trommer). Roth dannede nu par med Monika Dannemann, som blandt andet lavede hans pladeomslag. 

#### Debut
Debutalbummet Earthquake udkom i 1979. Roth sang selv mod sin vilje på denne plade, da han ikke havde nok tid til at finde en sanger før gruppen skulle i studiet. Earthquake indeholder den dengang meget diskuterede solo i nummeret Still so many lives away. Dette var Roths første skridt mod det klassiske og symfoniske guitarspil han med årenes løb har udviklet. I denne solo spiller han på guitaren, som var det en violin. 

#### Nyt medlem
Efter indspilningen af Earthquake forlod Clive Edwards gruppen og medvirkede således ikke på den efterfølgende turne. I stedet fandt man en ny i Sidhatta Gautama, der medvirkede på turneen samt det efterfølgende album Firewind fra 1980.

#### 7-strenget guitar
Albummet Beyond the Astral Skies fra 1984 blev det første til at introducere verden til Roths egen opfindelse; hans legendariske 7-strengede Sky Guitar, som rækker seks oktaver, hvor imod en almindelig guitar rækker knap fire.
Denne guitar har trofast fulgt Roth på hans efterfølgende plader og koncerter. Beyond the Astral Skies er Roths personlige favorit fra Electric Sun-tiden. På denne plade hører man tydeligt hans udvikling til ny-klassisk guitarist. Nummeret I'll be there indeholder en lang solo af unik karakter, først og fremmest på grund af Roths lyse toner fra sin Sky guitar, men også på grund af de klassiske temaer, som han fletter ind.

### Roth som komponist
Efter denne plade har der været stille omkring Uli Jon Roth, som sprang ud som klassisk komponist med albummet Sky of Avalon fra 1991. Pladen består af Roths kompositioner fremført på piano, dog ikke af ham selv. I 2000 kom Transcendental Sky Guitar vol. 1 & 2., som består af egne kompositioner og klassiske værker fremført på elektrisk guitar. I 2003 udkom Roths mest ambitiøse projekt hidtil[kilde mangler]; opførelsen af Vivaldi's De Fire Årstider spillet på elektrisk guitar med et symfoniorkester. Pladen blev til Metamorphosis og indeholdte også nogle Roth-kompositioner.
Roth skulle eftersigende være i fuld gang med et nyt album, med titlen Under a Dark Sky, som han håber bliver færdig til foråret 2007[kilde mangler].

## Diskografi

### Scorpions
- Fly To The Rainbow (1974)
- In Trance (1975)
- Virgin Killer (1976)
- Taken by Force (1977)
- Tokyo Tapes (1978)

### Electric sun
- Earthquake (1979)
- Firewind (1980)
- Beyond the Astral Skies (1984)

### Uli Jon Roth
- Sky of Avalon (1991)
- Transcendental Sky Guitar vol. 1-2 (2000)
- Legends of rock (2001)
- Metamorphosis of Vivaldi's Four Seasons (2003)
- The Best Of Uli Jon Roth (2006)